# Arrondissement La Roche-sur-Yon
Arrondissement La Roche-sur-Yon je francouzský arrondissement ležící v departementu Vendée v regionu Pays de la Loire. Člení se dále na 11 kantonů a 92 obcí.

## Kantony
- Chantonnay
- Les Essarts
- Les Herbiers
- Mareuil-sur-Lay-Dissais
- Montaigu
- Mortagne-sur-Sèvre
- Le Poiré-sur-Vie
- La Roche-sur-Yon-Nord
- La Roche-sur-Yon-Sud
- Rocheservière
- Saint-Fulgent